# Liste der Kulturdenkmäler in Nohen
In der Liste der Kulturdenkmäler in Nohen sind alle Kulturdenkmäler der rheinland-pfälzischen Ortsgemeinde Nohen aufgeführt. Grundlage ist die Denkmalliste des Landes Rheinland-Pfalz (Stand: 12. Juni 2023).

## Einzeldenkmäler
| Bezeichnung              | Lage                                                | Baujahr         | Beschreibung | Bild                           |
| ------------------------ | --------------------------------------------------- | --------------- | --- | ------------------------------ |
| Evangelische Pfarrkirche | Hauptstraße Lage                                    | 14. Jahrhundert | gestaffelter Baukomplex; Westturm aus dem 14. Jahrhundert, eventuell älter (Glockengeschoss 1953), Chor und Schiff spätgotisch (Schiff im 18. Jahrhundert erhöht?); ortsbildprägend | weitere Bilder Fotos hochladen |
| Quereinhaus              | Hauptstraße 26 Lage                                 | 1815            | Quereinhaus, bezeichnet 1815 | Fotos hochladen                |
| Eisenbahnbrücke          | nordöstlich des Ortes Lage                          | um 1860         | Eisenbahnbrücke der Rhein-Nahe-Bahn; zweibogiger, backsteingegliederter Sandsteinquaderbau über die Nahe                                                                            | Fotos hochladen                |
| Brücke                   | südlich des Ortes Lage                              |                 | Fußgängerbrücke; leichte, genietete Eisenstabkonstruktion, links auf Bruchsteinunterbau                                                                                             | BW                             |
| Kriegerdenkmal           | südöstlich des Ortes Lage                           | 1924            | Kriegerdenkmal für die Gefallenen des Ersten Weltkriegs, neun Kreuze, 1924, 1961 erweitert                                                                                          | Fotos hochladen                |
| Inschriftstein           | südöstlich des Ortes am Weg zum Kriegerdenkmal Lage | 17. Jahrhundert | Inschriftstein, wohl aus dem 17. Jahrhundert | BW                             |